# Pteris kidoi
Pteris kidoi är en kantbräkenväxtart som beskrevs av Kurata. Pteris kidoi ingår i släktet Pteris och familjen Pteridaceae. Inga underarter finns listade.